# 창원시 성산구의 국회의원

## 행정구역 변천
- 1945년 8월 15일 경상남도 창원군
- 1955년 9월 1일 창원군 진해읍이 진해시로 승격
- 1973년 7월 1일 창원군 창원면·상남면·웅남면이 마산시에, 웅천면이 진해시에 편입
- 1980년 4월 1일 마산시 구 창원면·상남면·웅남면을 분리하여 창원시 설치, 창원군은 의창군으로 개칭
- 1983년 2월 15일 의창군 웅동면이 진해시에 편입
- 1989년 1월 1일 의창군 천가면이 신설 부산직할시 강서구에 편입
- 1991년 1월 1일 의창군을 창원군으로 개칭
- 1995년 1월 1일 창원시, 창원군 동면·북면·대산면을 통합하여 창원시 설치, 창원군 내서면·구산면·진동면·진북면·진전면은 마산시에 통합
- 2010년 7월 1일 창원시, 마산시, 진해시가 통합하여 '창원시' 설치, 구제 실시로 의창구·성산구·마산합포구·마산회원구·진해구 설치

## 창원시 성산구의 역대 국회의원
| 대수   | 이름           | 소속정당     | 임기                            | 선거 구역          |
| ------ | -------------- | ------------ | ------------------------------- | ------------------ |
| 제19대 | 강기윤(姜起潤) | 새누리당     | 2012년 5월 30일~2016년 5월 29일 | 창원시 성산구 일원 |
| 제20대 | 노회찬(魯會燦) | 정의당       | 2016년 5월 30일~2018년 7월 23일 | 창원시 성산구 일원 |
| 제20대 | 여영국(余永國) | 정의당       | 2019년 4월 4일~2020년 5월 29일  | 창원시 성산구 일원 |
| 제21대 | 강기윤(姜起潤) | 미래통합당   | 2020년 5월 30일~2024년 5월 29일 | 창원시 성산구 일원 |
| 제22대 | 허성무(許成武) | 더불어민주당 | 2024년 5월 30일~                | 창원시 성산구 일원 |

## 같이 보기
- 창원시 (선거구)
- 창원시 을
- 창원시 성산구 (선거구)
- 창원시의 국회의원
- 창원시 의창구의 국회의원
- 창원시 마산합포구의 국회의원
- 창원시 마산회원구의 국회의원
- 창원시 진해구의 국회의원